# Дорофей (архиепископ Афинский)
Архиепи́скоп Дорофе́й (греч. Αρχιεπίσκοπος Δωρόθεος, в миру Иоа́ннис Коттара́с, греч. Ιωάννης Κοτταράς, 1881, Идра, Греция — 26 июля 1957, Стокгольм, Швеция) — Архиепископ Афинский и всей Эллады; с 1956 по 1957 годы — предстоятель Элладской православной церкви.

## Биография
Родился в 1881 году на Идре в семье бедного моряка. Его детство прошло в тяжелых условиях, но личная энергия и жажда знаний позволили ему окончить богословский и юридический факультеты Афинского университета.
После рукоположения в сан диакона продолжил обучение на факультете философии Лейпцигского университета.

## Епископское служение
В 1915 году в возрасте 34 лет избран и рукоположён во епископа на Кифирскую кафедру, а в 1935 году перемещён в Ларисскую и Платамонскую митрополию.

### Предстоятель Церкви

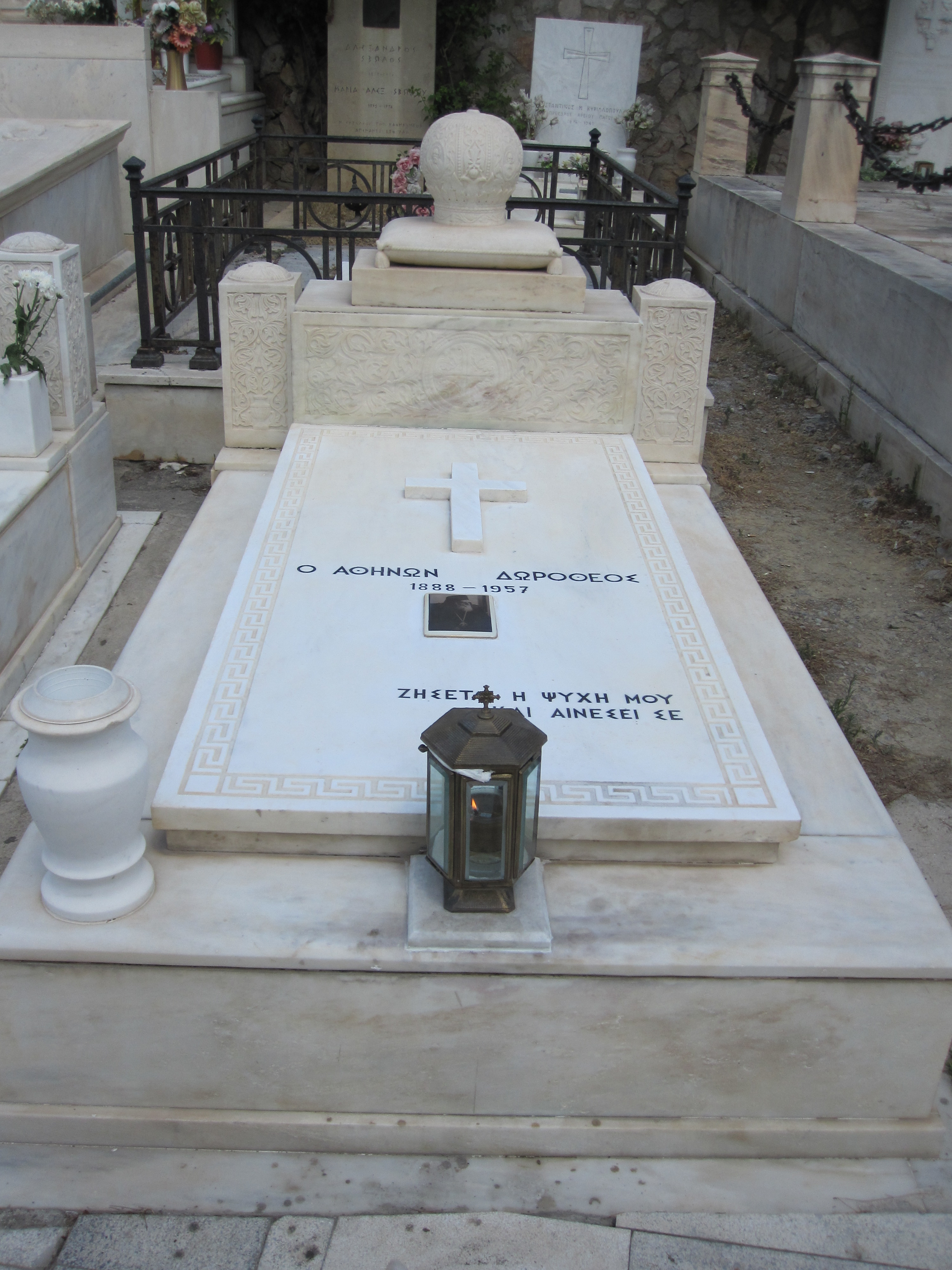
Гробница архиепископа на Первом афинском кладбище

29 марта 1956 года избран Архиепископом Афинским. Считался выдающимся проповедником и знатоком церковного права, был автором более 40 научных работ, относящихся к области канонического и церковного права. Известен своей благотворительной деятельностью в пользу священнослужителей, в период фашистской оккупации страны находящихся в концлагерях.
Был оперирован в Афинах и Стокгольме в связи с опухолью головного мозга. Скончался 26 июля 1957 года в Стокгольме в клинике «Серафим» от сердечного приступа. Своё соболезнование в связи с кончиной предстоятеля Элладской церкви выразил Патриарх Константинопольский Афинагор I, который был связан с покойным узами дружбы ещё до 1915 года, когда оба в сане диакона служили один Секретарём в канцелярии Священного Синода, второй — в канцелярии Афинской Архиепископии.
В специальном заявлении премьер-министр Греции Константинос Караманлис отметил:

В лице преставившегося Церковь лишилась почтенного, благоразумного и деятельного иерарха. Хотя и краткой была его деятельность на Архиепископскоп Престоле Элладской Церкви, тем не менее она останется образцом общественной деятельности во всех обрастях.
Погребён на Первом афинском кладбище.